# 海岸烏斂莓
海岸烏斂莓（学名：Cayratia maritima）为葡萄科虎葛屬下的一个种。